# سولومون هوتشرسن
سولومون هوتشرسن (بالإنجليزية: Solomon Hutcherson)‏ هو فنان قتال مختلط أمريكي، ولد في 13 أغسطس 1972 في راسين في الولايات المتحدة.

## وصلات خارجية
- سولومون هوتشرسن على موقع يو إف سي (الإنجليزية)
- سولومون هوتشرسن على موقع شيردوغ (الإنجليزية)
- سولومون هوتشرسن على موقع IMDb (الإنجليزية)